# 圭尼维尔平原
圭尼维尔平原（英語：Guinevere Planitia）是金星上位于贝塔区以东、艾斯特拉区(四方区-V-30)以西之间一块辽阔的低地。这些地势低洼的平原，特别是西部区布满了火山喷口、大面积的明暗区块及斑驳的沉积物。它们仅被连接了高地区与构造带的赤道所打断，该区域所呈现的小火山地貌及构造特征的类型、数量和形状提供金星地质环境演变的重要详情。 
根据先驱者金星计划、金石深空通讯体系、阿雷西博天文台数据，该地区被解释为起源于大范围叠覆的火山熔岩流。断裂带和线性构造段已被确定为是贝塔-艾斯特拉区的变形区。麦哲伦号金星探测器图像显示，大部分地表单元都由火山地貌组成，也带有大面积撞击溢出沉积物有关的西摩撞击坑（Seymour crater）。
 

## 概述
圭尼维尔平原区充分展示了金星的构造及内部热运作机制，这些结构性质也提供了一些如构成成分、挥发物含量、岩浆运动与地壳交互作用以及地壳与岩石圈结构等火山活动方式的线索。
通过拍摄图像所观察到的地貌特性，该区域地形可分为三种地层类型：山脊地形、平原地层和火山，并通过喷出物、残壁沿和坑底堆积物辨识出九座撞击坑，这些构造也显示出有明显的流出沉积物。
 

## 山脊地形

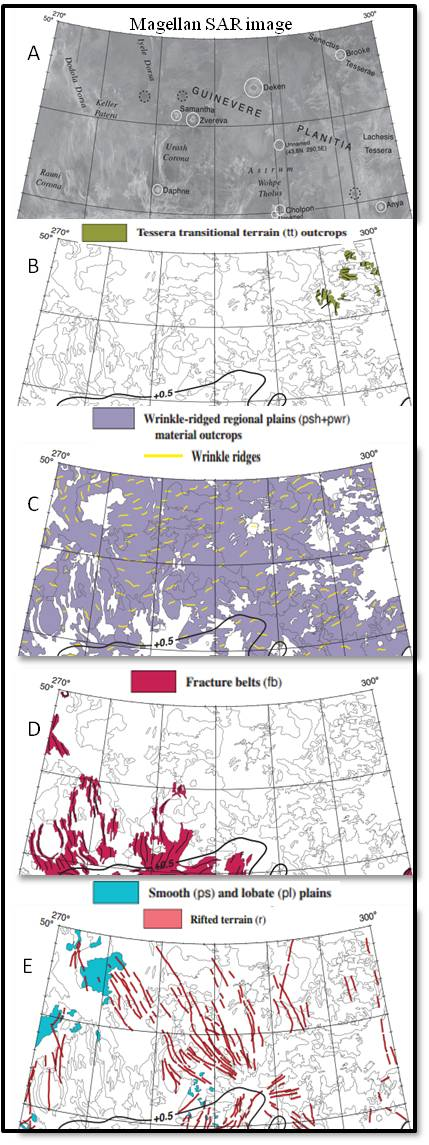
圭尼维尔平原地形虽然看似平坦，但实际遍布着各式各样的构造结构。

圭尼维尔平原上复杂的山脊地形是由经历大幅度变形的残余物所构成。线状地层只包含一种主要走向的构造特征；复合线状地层则包含了两个或两个以上的构造结构；山脊地形包括在该地区发现的最古老地层，常称为“镶嵌地块”。山脊地形一般又称为斑驳、线状的平原，通常是一大片起伏的地形，其中包含少量的火山穹丘、盾状火山、火山锥和熔岩流，斑驳的山脊实际是低斜坡区聚积的熔岩流和熔岩流沉物。

## 平原局部
在圭尼维尔平原发现的主要构造包括有皱脊、裂缝和线性构造，线性构造展示了构造特征的主要走向。一道由不连续线性构造带和被称为贝塔-艾斯特拉卵状变形区所组成的变形带穿过圭尼维尔平原。
另外还观察到的结构特征有冕状物、类冕状物以及镶嵌地块和其它大量的构造单元。该地区内，构造都表现出多样的方向性，并且一系列特征呈现相似的走向。在该平原局部地区观察到较明显的东-西或东南-西北走向。上图左侧以字母A开头的，显示了圭尼维尔平原东北区的反向散射图；如图B所示，在阴暗区是集中于贝塔区东侧的镶嵌地块露头；在C图中的紫色中可看到皱脊，这些露头遍布低洼区，被用代表主要走向的黄线标记；图D中的黑线显示了断裂带的分布及其走向。造成这些走向的原因可能是西边贝塔区地函热柱上升所致。这些元素的走向可能直接与辐射裂缝和地堑有关，解释为下层岩墙群；其余系统解释为与构造应力有关的隆起或岩脉与隆起机制的组合所引起的 。 

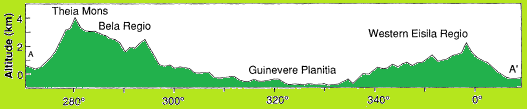
从贝塔区圭尼维尔平原到牛拉山的截面图

## 火山
火山活动是行星内部热传导的基本过程之一，通过评估火山沉积物位置、构造、体积和顺序，可为定量评估时空热传提供证据。该地区分布有四座在侧翼和山顶部位都有更小火山构造的主要火山：阿塔努瓦(Atanua)、拉皮桑特(Rhpisunt)、图利(Tuli)和瓦尔(Var)以及三座冕状物：霍尔达(Hulda)、玛德尔阿卡(Madderakka)和波罗斯尼查(Pölöznits)。这几座喷发中心喷发了大量的熔岩流，有许多的熔岩沉积物已模糊不清了。由于这些喷发流复杂的汇合和交插，使得主要喷发中心内部及喷发中心之间相对年龄关系已很难确定。每座火山都似乎经历了一段长时间的喷发活动，在几个主要阶段形成了大范围的流场，而更多的局部活动则发生在这些火山的侧翼及顶峰喷口。地质测绘显示了从高地到火山平原，再到盾状火山和熔岩流场的一般进展，同时也揭示了火山活动与构造过程之间复杂的相互作用关系。 

### 图利山
图利山位于北纬13°、东经314.5°处，纵横约600x800公里，顶部坐落了一座占地约100x200公里的低矮盾状火山。图利山平均高出周边600米，侧翼由一系列狭窄的舌状熔岩流组成，这些熔岩流从山顶区向外辐射，流向北面的大流场一直延伸到平原上，并与一座次级喷发中心相联结。

### 阿塔努亚山
最西边的火山-阿塔努瓦山位于北纬9.5°、东经309°处，被勾勒为由一群小型构造和熔岩流组成。在山顶，放射状熔岩流围绕着一座小盾状火山或一座中心坑直径约12公里的火山锥。该构造的侧翼（纵横约1000公里）是由从山顶向四面八方延伸的舌状熔岩流组成。阿塔努亚熔岩流往北围绕着一座冕状物；往西侧是一片覆盖了邻近平原的扇形熔岩流场，并可能覆盖着一些该地区最年轻沉积物；而往南，该熔岩流则环绕着一处残存的复杂变形地形。

### 瓦尔山
瓦尔山的坐标为北纬1.5°、东经316°处，位于平原最南端，有一个由一座盾状火山熔岩场、一座坍塌、四面峭壁的穹丘和一座巨大的不规则穹丘所构成的复杂山顶区。瓦尔山的南侧坡上分布着狭长的舌状熔岩流，绵延约500公里，覆盖在黑暗的脊状平原上。峰顶以北延伸出一道长达250公里的突出裂谷带，终止于一群环状结构处，裂谷带被峰顶熔岩流围绕。在裂谷带的北面，坐落了四座类冕状物的构造(直径约70-250公里)，部分被侧坡的熔岩流围绕，似乎也是平原上其他熔岩流的发源地。

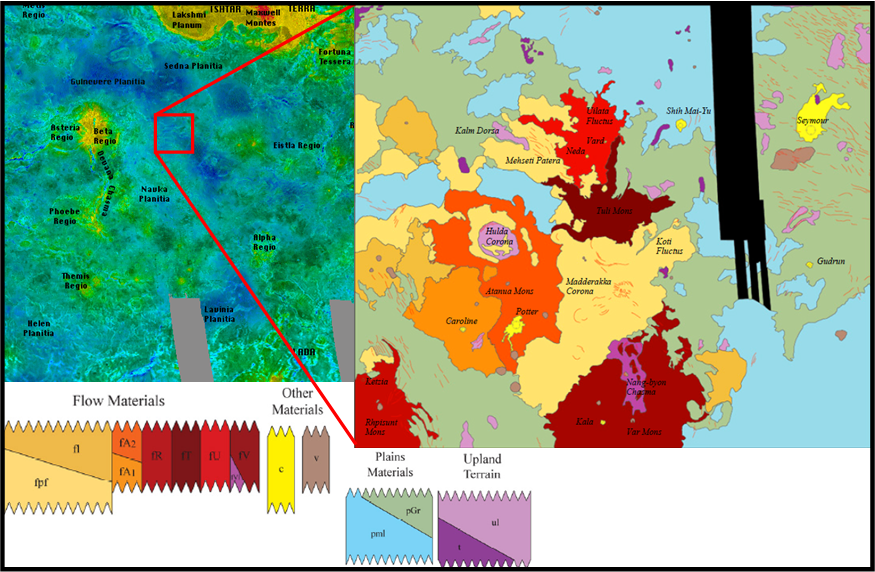
圭尼维尔平原南部地质图